# Nototropis
Nototropis is een geslacht van vlokreeften uit de familie Atylidae. De wetenschappelijke naam van het geslacht is voor het eerst geldig gepubliceerd in 1853 door Achille Costa. 

## Soorten
Het geslacht bevat de volgende soorten:
- Nototropis brevitarsus Ledoyer, 1979
- Nototropis comes Giles, 1888
- Nototropis dentatus Schellenberg, 1931
- Nototropis falcatus (Metzer, 1871)
- Nototropis granulosus Walker, 1904
- Nototropis guttatus Costa, 1853
- Nototropis homochir (Haswell, 1885)
- Nototropis massiliensis Bellan-Santini, 1975
- Nototropis megalops Moore, 1984
- Nototropis melanops Oldevig 1959
- Nototropis minikoi (AO Walker, 1905)
- Nototropis nordlandicus Boeck, 1871
- Nototropis reductus KH Barnard, 1930
- Nototropis serratus Schellenberg, 1925
- Nototropis smitti Goës, 1866
- Nototropis swammerdamei (Milne-Edwards, 1830)
- Nototropis taupo JL Barnard, 1972
- Nototropis tulearensis (Ledoyer, 1982)
- Nototropis urocarinatus McKinney, 1980
- Nototropis vedlomensis Bate & Westwood, 1863